# Корчмарёв, Климентий Аркадьевич
Климентий Аркадьевич Корчмарёв (21 июня (3 июля) 1899 год — 7 апреля 1958 года) — советский композитор. Заслуженный деятель искусств Туркменской ССР (1944). Лауреат Сталинской премии второй степени (1951).

## Биография
К. А. Корчмарёв родился 21 июня (3 июля) 1899 года в Верхнеднепровске (ныне Днепропетровская область Украины). В 1919 году окончил Одесскую консерваторию по классу фортепиано у Г. М. Бибер и по классу композиции В.И.Малишевского, ученика А.Н.Римского-Корсакова и А.К.Глазунова. В 1921—1923 годах преподаватель Днепропетровской консерватории имени М. Глинки. Выступал как пианист. Писал музыку к кино- и мультфильмам. Выступал как музыкальный критик.
К. А. Корчмарёв умер 7 апреля 1958 года в Москве. Похоронен на Новодевичьем кладбище (участок № 5).

## Творчество
- оперы
  - «Иван-солдат» (1927)
  - «Десять дней, которые потрясли мир» (1930-31) - отрывки, в рукописи
  - «Счастливая молодость» (1942)
  - «Дитя радости» («Седая девушка») (1955)
- балеты
  - «Крепостная балерина» (1927)
  - «Весёлый обманшик» (1942)
  - «Девушки моря» (1944)
  - «Юные патриоты» (1949)
  - «Аленький цветочек» (1949)
- оперетты
  - «Ганна» («Ранняя красавица») (1939)
- вокальные симфонии
  - «Октябрь» (1931)
  - «Голландия» (1933)
  - «Народы Советской страны» (1935)
  - «Юные патриоты» (1949)
- камерная музыка
  - Струнный квартет (1935)
- фортепианные пьесы
  - Весенняя песнь, Импровизация, Светлое, Сказка, Прелюдия для левой руки
- песни
  - «Воины народа, сталинцы, на бой!» (1941) на стихи А. Жарова
- кинофильмы
  - Далёкая невеста (1948)
  - Тень у пирса (1955)

## Награды и премии
- Сталинская премия второй степени (1951) — за сюиту «Свободный Китай» для хора и симфонического оркестра (1950)
- Заслуженный деятель искусств Туркменской ССР (1944)